# NTSC

Sisteme de televiziune în diferite ţări ale lumii. Ţările ce folosesc sistemul NTSC sunt colorate cu verde.

NTSC (National Television System Committee, română Comitetul pentru un Sistem Național de Televiziune) este sistemul analogic de televiziune folosit în America de Nord, majoritatea Americii de Sud, Japonia, Coreea de Sud, Taiwan, Burma și unele insule din Pacific (vezi harta). NTSC este și numele corpului de standardizare din SUA ce a adoptat standardul de difuzare NTSC.  Primul standard NTSC alb-negru pentru televiziune a fost creat în 1941.
În 1953 o a 2-a versiune a standardului NTSC a fost adoptată pentru a permite transmisiunilor color să fie compatibile cu receptoarele alb-negru. NTSC a fost primul sistem color adoptat pe scară largă. După o jumătate de secol de folosință, marea majoritate a transmisiilor NTSC din SUA vor fi înlocuite de ATSC pe 12 iunie 2009 și pe 31 august în Canada.